# 파티클 필터
파티클 필터(영어: Particle filter)는 시뮬레이션에 기반을 둔 예측기술의 하나로 계속적인 몬테카를로 방법이라고도 한다. 파티클 필터는 계량경제학에서 중요하게 쓰인다.
파티클 필터는 보통 베이즈 모델을 추정하기 위해 사용된다. 이는 잠재변수가 마르코프 연쇄로 서로 관련되어 있는 경우로 은닉 마르코프 모델(HMM)과 비슷하지만 보통 드러나지 않은 변수의 상태 공간이 연속적이고, 정확하게 추정할 수 있을 만큼 한정적이지 않다.  예를 들어, 선형 동적 시스템에서는, 잠재변수의 상태 공간이 가우스 분포에 한정되는데, 따라서 정확한 추정이 효과적으로 칼만 필터만으로 이루어질 수 있다. HMM, 그리고 관련된 모델의 맥락에서 보면, 필터링은 어떤 특정 시간에 잠재변수의 분포를 결정하되, 관측 값은 그 시간 까지만 주어진다; 파티클 필터라는 이름을 얻게 된 까닭은 근사값을 (아까 말한 의미에서) "필터링"하는데 한 무리의 (다른 가중치를 가진 분포의 예) "입자"를 사용하기 때문이다.
파티클 필터는 마르코프 연쇄 몬테 카를로(MCMC) 일괄처리법을 순차적으로 유사하게 만든 것으로 때로 임포턴스 샘플링법과 유사하다. 입자 필터를 잘 만들면 MCMC보다 훨씬 빠르다. 때때로 확장 칼만 필터(EKF) 또는 무향 칼만 필터(UKF) 대신 사용된다. EKF나 UKF에 비해 잇점은, 샘플이 충분하다면, 배이지언 최적 추정치에 접근하므로 EKF나 UKF보다 정확하다. 그러나, 샘플의 수가 충분하지 않다면 문제가 생길 수 있다. 파티클 필터와 칼만 필터를 복합하여 사용할 수도 있는데, 일종의 칼만 필터를 사용하여 파티클 필터를 위한 분포를 제안하게 하는 방식이다.

## 목적
파티클 필터의 목적은 연속적으로 들어오는 정보를 오차가 존재하는 관측값만을 가지고 정보를 예측하는 데에 있다.

## 원리
파티클 필터의 동작원리는 매우 간단하다. 시스템에 적절하게 제안된 확률분포로 임의로 생성된 입력을 여럿 가하여보고 그것들을 종합하여 시스템의 정보를 추측하는 것이다.

## 같이 보기
- 유전 알고리즘